# منتخب أندورا لكرة قدم الصالات
منتخب أندورا لكرة قدم الصالات هو ممثل أندورا الرسمي في المنافسات الدولية في كرة الصالات .